# Ollama
Ollama是一款可以在本地電腦上執行語言模型（LLM）的軟體，無需伺服器。該軟體以Go語言實作，並以MIT授權條款開放原始碼形式發佈。這個軟體支援Llama 2、Mistral與Gemma等語言模型，並可在Linux、macOS和Windows平台上使用。

## 外部連結
- 官方网站（英文）
- GitHub（英文）